# Tonto + tonto
Tonto+tonto (Bio-Dome) è un film comico statunitense del 1996 diretto da Jason Bloom. È stato prodotto dalla Motion Picture Corporation of America e distribuito dalla Metro-Goldwyn-Mayer, ed è costato circa 15 milioni di dollari.

## Trama
Due studenti universitari, Bud e Doyle (nella versione italiana Scheggia e Tappo), svogliati e maldestri, durante un viaggio in auto cercano una toilette in quello che credono essere un centro commerciale, ma che in realtà si rivela essere il bio-dome, una forma di sistema ecologico chiuso dove cinque scienziati vengono sigillati per un anno intero assieme ai due sbandati.

## Accoglienza
Il film ha ricevuto pessime recensioni da parte della critica, e ha ottenuto la media del 4% su Rotten Tomatoes, basata su 25 recensioni.